# Chlorocoris
Genre
Sous-genres de rang inférieur
- Chlorocoris (Arawacoris)
- Chlorocoris (Chlorocoris)
- Chlorocoris (Monochrocerus)

Chlorocoris est un genre d'insectes appartenant au sous-ordre des hétéroptères (punaises) et à la famille des Pentatomidae.

## Distribution
Les espèces du genre Chlorocoris se trouvent en Amérique du Sud et Amérique Centrale jusqu'en Arizona.

## Classification
Le genre Chlorocoris est décrit pour la première fois par l'entomologiste italien Massimiliano Spinola en 1837. Donald B. Thomas révise le genre en 1985. Il divise les 23 espèces en deux sous-genres: Chlorocoris (Chlorocoris) et Chlorocoris (Monochrocerus). En 1998, Thomas décrit une nouvelle espèce de Jamaïque et érige pour l'occasion un troisième sous-genre Chlorocoris (Arawacoris).
Proche parent des genres Chloropepla, Fecelia, Loxa et Mayrinia, Chlorocoris  est d'abord classé dans la tribu des Pentatomini puis est déplacé dans une nouvelle tribu décrite en 2018, les Chlorocorini. 

### Liste des espèces
Sous-genre Chlorocoris (Arawacoris) Thomas, 1998
- Chlorocoris tarsalis Thomas, 1998

Sous-genre Chlorocoris (Chlorocoris) Spinola, 1837
- Chlorocoris complanatus (Guérin-Méneville, 1831)
- Chlorocoris deplanatus (Herrich-Schäffer, 1842)
- Chlorocoris depressus (Fabricius, 1803)
- Chlorocoris distinctus Signoret, 1851
- Chlorocoris fabulosus Thomas, 1985
- Chlorocoris humeralis Thomas, 1985
- Chlorocoris isthmus Thomas, 1985
- Chlorocoris nigricornis Schmidt, 1907
- Chlorocoris sanguinursus Thomas, 1985
- Chlorocoris sororis Thomas, 1985
- Chlorocoris tau Spinola, 1837
- Chlorocoris tibialis Thomas, 1985
- Chlorocoris vandoesburgi Thomas, 1985

Sous-genre Chlorocoris (Monochrocerus) Stål, 1872
- Chlorocoris biconicus Thomas, 1985
- Chlorocoris championi Distant, 1880
- Chlorocoris flaviviridis Barber, 1914
- Chlorocoris hebetatus Distant, 1890
- Chlorocoris irroratus Distant, 1880
- Chlorocoris loxoides Thomas, 1985
- Chlorocoris rufispinus Dallas, 1851
- Chlorocoris rufopictus Walker, 1868
- Chlorocoris subrugosus Stål, 1872
- Chlorocoris werneri Thomas, 1985